# Козел сибірський
Козел сибірський, або козел гірський сибірський (Capra sibirica) — вид роду Козлів, поширений в Центральній та Північній Азії.

## Таксономія
Раніше розглядався як підвид альпійського гірського козла (Capra ibex).